# لين آدامز
لين آدامز (بالإنجليزية: Lynne Adams)‏ هي ممثلة أمريكية، ولدت في 8 أكتوبر 1946.

## وصلات خارجية
- لين آدامز على موقع IMDb (الإنجليزية)
- لين آدامز على موقع قاعدة بيانات الفيلم (الإنجليزية)